# Paolo Bertini
Paolo Bertini (Arezzo, 7 juli 1964) is een voormalig voetbalscheidsrechter uit Italië, die actief was op het hoogste niveau van 1998 tot 2008. Bertini maakte zijn debuut in de Serie A op 3 oktober 1999 in de wedstrijd Perugia–Reggina (2-1). Hij floot in totaal 110 wedstrijden in de Serie A en 79 duels in de Serie B.